# Umpire (Baseball)

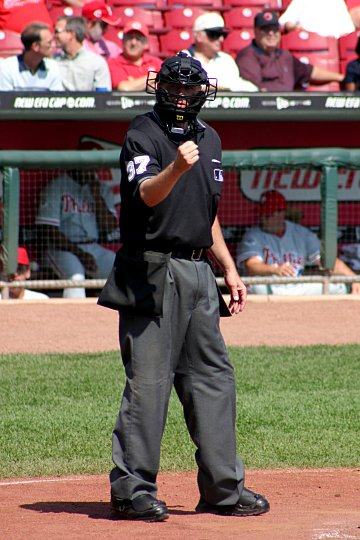
Home plate umpire Gary Darling beim Anzeigen eines Strikes (2004)

Im Baseball bezeichnet umpire einen Schiedsrichter eines Baseballspiels. Im modernen Baseball wird ein Spiel von einer Gruppe von Schiedsrichtern geleitet, der umpiring crew.

## Herkunft
Das Wort “umpire” entstand durch falsche Worttrennung aus dem Mittelenglischen Wort “noumpere”, welches wiederum auf das altfranzösische Wort „nonper“ (von lateinisch „non“, „nicht“ und „par“, „Paar, Gegenstück, Gleiches“) zurückgeht. Es bedeutet daher sinngemäß etwa „der Außenstehende, der in einem Streit zwischen einem Paar schlichtet“.
Im Mittelenglischen tauchte das Wort das erste Mal um 1350 als “noumper” auf, um 1440 fand sich die Schreibweise “owmpere”. Das führende „n“ ging in der Zeit von 1426 bis 1427 verloren und die Form „a noounpier“, mit „a“ als unbestimmter Artikel, wurde niedergeschrieben. Um 1475 wurde das „n“ an den Artikel angefügt, die Schreibweise veränderte sich zu „an Oumper“. Durch diesen Lautwandel sagt man heute daher “an umpire” anstatt “a numpire”.

## Aufgaben und Positionen

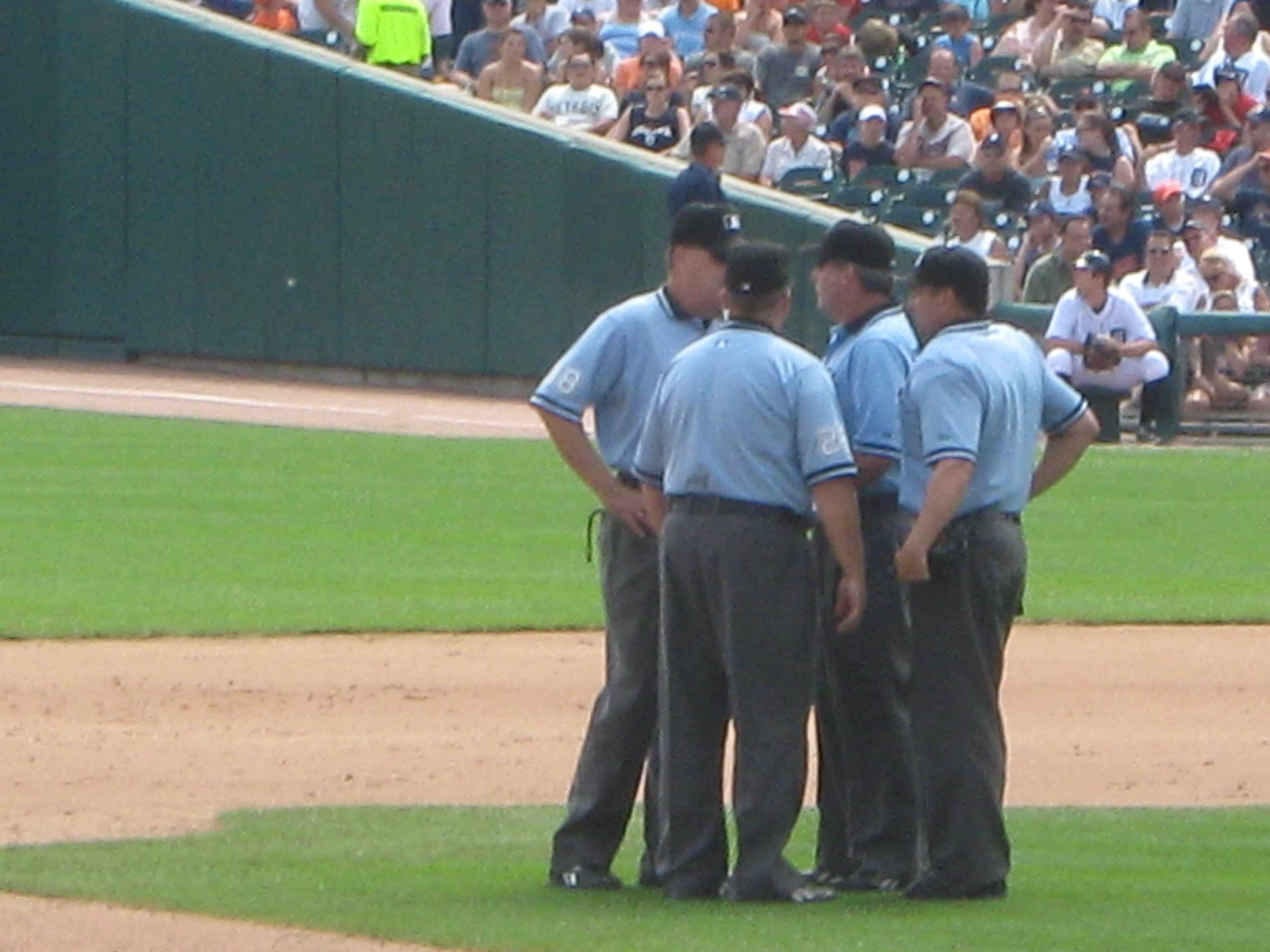
Schiedsrichtergruppe beim Spiel Detroit Tigers / Minnesota Twins (2008)

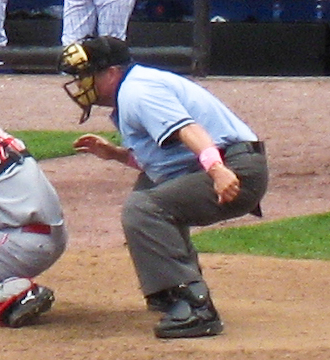
Home plate umpire Dale Scott (2008)

### Home Plate umpire
Der hauptverantwortliche Schiedsrichter, umpire in chief oder home plate umpire, ist verantwortlich für das Spiel. Er entscheidet über Balls und Strikes, über Fair Balls und Foul Balls und trifft die meisten Entscheidungen, die Schlagmann und Runner nahe der Home plate betreffen.

### Base umpires
Die Base umpire werden entsprechend der Base, an der sie sich befinden, bezeichnet. So gibt es den First-base umpire, den Second-base umpire und den Third-base umpire. Es gibt, gerade in den unteren Ligen, auch häufig den Fall, dass auf den Second-base umpire verzichtet wird, oder dass es überhaupt nur einen Umpire für die Bases gibt.

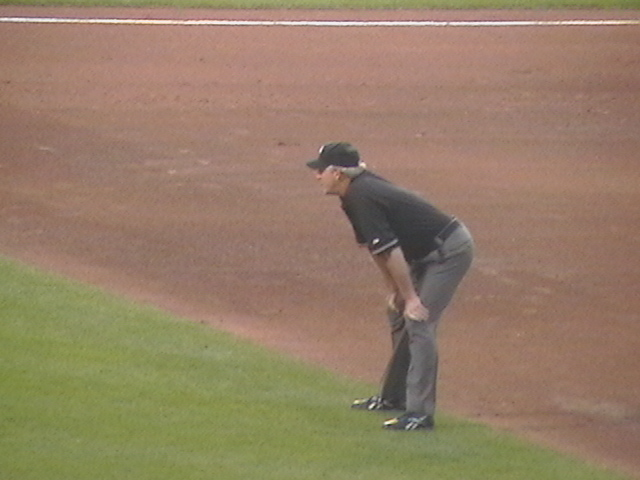
Der Second-base umpire (Mike Reilly) bei einem MLB-Spiel 2008.

### Outfield umpires
In der Major League werden beim All-Star Game, in der Postseason und der World Series zusätzlich an den Foul lines je ein left-field und ein right-field umpire eingesetzt.
Die Schiedsrichtermannschaft rotiert während einer Saison, so dass alle Schiedsrichter auf allen Positionen spielen.

### Schiedsrichterentscheidungen
Im Gegensatz zum American Football ist eine Entscheidung eines Baseballschiedsrichters endgültig. Sie kann nur widerrufen werden, wenn der Schiedsrichter sich zusammen mit seinen Kollegen berät und die Entscheidung zurücknimmt.
Seit dem 28. August 2008 gibt es die Möglichkeit, durch Zeitlupenwiederholungen bei Bällen, die knapp am Foul Pole vorbeifliegen, zu entscheiden, ob ein Ball innerhalb oder außerhalb der foul line ist. Dieses Verfahren wurde zuerst am 3. September 2008 bei einem Schlag von Alex Rodríguez (New York Yankees) gegen die Tampa Bay Rays im Tropicana Field in St. Petersburg (Florida) angewandt.
Seit der Saison 2014 besteht in der MLB außerdem für die Team-Manager bei gewissen Situationen die Möglichkeit einer Challenge der Entscheidung der Umpire. Auch hier kommt die Zeitlupenwiederholung zur Anwendung und endet entweder mit Call confirmed (Entscheidung bestätigt), Call stands (Entscheidung bleibt bestehen) oder call overturned (Entscheidung wird umgekehrt). Damit ein Call overturned wird, muss es einen eindeutigen Beweis geben, dass die Entscheidung am Spielfeld vom Umpire falsch war. Daher ist es durchaus möglich, dass eine eigentliche falsche Entscheidung bestehen bleibt, wenn es sich um eine ganz knappe Entscheidung handelt (call stands). Ein Team hat das Recht für eine Challenge pro Spiel und bekommt nur dann eine zweite Challenge, wenn ihre erste Challenge mit einem call overturned geendet hat.

## Berühmte Schiedsrichter

### In der Hall of Fame
- Al Barlick (NL, 1940–1943, 1946–1955, 1958–1971)
- Nestor Chylak (AL, 1954–1978)
- Jocko Conlan (NL 1941–1964)
- Tom Connolly (NL, 1898–1900; AL, 1901–1931)
- Billy Evans (AL, 1906–1927)
- Doug Harvey (NL 1962–1992)
- Cal Hubbard (AL, 1936–1951)
- Bill Klem (NL 1905–1941)
- Bill McGowan (AL, 1925–1954)

### Mit den meisten Spielen
- 5,460 – Joe West ²
- 5.369 – Bill Klem
- 5.163 – Bruce Froemming
- 4.770 – Tom Connolly
- 4.673 – Doug Harvey

(Stand: Ende Spieljahr 2016)

### Mit den meisten Saisons
vor 1920:
- 37 – Bill Klem (NL, 1905–1941)
- 35 – Bob Emslie (AA, 1890; NL, 1891–1924)
- 34 – Tommy Connolly (NL, 1898–1900; AL, 1901–1931)
- 30 – Hank O’Day (NL, 1895, 1897–1911, 1913, 1915–1927)
- 29 – Bill Dinneen (AL, 1909–1937)
- 29 – Cy Rigler (NL, 1906–22, 1924–1935)
- 25 – Brick Owens (NL, 1908, 1912–13; AL, 1916–1937)
- 25 – Ernie Quigley (NL, 1913–1937)

zwischen 1920 und 1960:
- 30 – Bill McGowan (AL, 1925–1954)
- 28 – Al Barlick (NL, 1940–1943, 1946–1955, 1958–1971)
- 27 – Bill Summers (AL, 1933–1959)
- 26 – Tom Gorman (NL, 1951–1976)
- 25 – Nestor Chylak (AL, 1954–1978)
- 25 – Jim Honochick (AL, 1949–1973)

nach 1960:
- 40 – Joe West (NL, 1976–1999; MLB, seit 2002)
- 37 – Bruce Froemming (NL, 1971–1999; MLB, 2000–2007)
- 35 – Jerry Crawford (NL, 1976–1999; MLB, 2000–2010)
- 35 – Joe Brinkman (AL, 1972–1999; MLB, 2000–2006)
- 35 – Ed Montague (NL, 1974, 1976–1999; MLB, 2000–2009)
- 34 – John Hirschbeck (AL, 1983–1999, MLB, 2000–2016)
- 34 – Derryl Cousins (AL, 1979–1999; MLB, 2000–2012)
- 34 – Gerry Davis (NL, 1982–1999, MLB, seit 2000)
- 34 – Mike Reilly (AL, 1977–1999, MLB, 2000–2011)
- 33 – Harry Wendelstedt (NL, 1966–1998)
- 33 – Dana DeMuth (NL, 1985–1999, MLB, seit 2000)
- 33 – Tim McClelland (AL, 1983–1999, MLB, 2000–2013)
- 33 – Tim Welke (AL 1985–1999, MLB, 2000–2015)
- 31 – Dave Phillips (AL, 1971–1999; MLB, 2000–2002)
- 31 – Larry Barnett (AL, 1968–1999)
- 31 – Doug Harvey (NL, 1962–1992)
- 30 – Dale Scott (AL, 1987–1999, MLB, seit 2000)

(Stand: Ende Spieljahr 2016)

### Andere nennenswerte Schiedsrichter
- Emmett Ashford (AL, 1966–1970), erster afro-amerikanischer Schiedsrichter
- Amanda Clement (SD, 1904–1910), erste bezahlte weibliche Schiedsrichterin
- Jim Evans (AL, 1971–1999) Betreiber einer Schiedsrichterschule
- John Gaffney (NL, 1884–1886, 1891–1894, 1899–1900; AA, 1888–1889; PL, 1890)
- Bernice Gera (NAPBL, 1972–1972), erste weibliche Schiedsrichterin im professionellen Baseball
- Tim Hurst (NL, 1891–1897, 1900, 1903; AL, 1905–1909)
- Ron Luciano (AL, 1968–1980)
- Tim McClelland (AL, 1983–1999; MLB, seit 2000)
- John McSherry (NL, 1971–1996)
- Jake O’Donnell (AL, 1968–1971) (auch Schiedsrichter in der NBA von 1967 bis 1995; einziger Schiedsrichter der sowohl in einem MLB als auch ein NBA All-Star-Game mitgewirkt hat)